# Amfibàmids
Els amfibàmids (Amphibamidae) és una família extinta de tetràpodes temnospòndils que visqueren des de finals del període Carbonífer fins a començaments del període Permià, en el que avui és Europa, Amèrica del Nord i Àfrica.
Els amphibamidae han inclòs tradicionalment dissorofoïdeus terrestres de cos petit. El nom s'atribueix a Moodie (1909), però poques vegades es va utilitzar perquè originalment només es referia a Amphibamus.
Presentaven grandàries menors a 40 cm, caracteritzant-se a més per posseir extremitats robustes i proporcionalment llargues, cues curtes, ossos palatals molt reduïts i costelles indiferenciades i curtes.
Clack i Milner (1993) van revisar els amphibamidae per incloure Amphibamus, Platyrhinops, Doleserpeton i Tersomius. Daly (1994) va ampliar encara més la composició dels Amphibamidae per incloure el recentment descrit Eoscopus així com la forma del Triàsic primerenc Micropholis.